# Zofia Broniek
Zofia Broniek (ur. 6 maja 1938 we Lwowie, zm. 23 marca 2018) – artystka plastyk, założycielka i redaktor Podkowiańskiego Magazynu Kulturalnego, animatorka kultury, członek Związku Polskich Artystów Plastyków, członek zarządu Towarzystwa Przyjaciół Podkowy Leśnej, twórczyni Galerii Podkowiańskiej przy kościele Św. Krzysztofa.

## Życiorys
Absolwentka Liceum Sztuk Plastycznych w Krakowie (1952–1956). Studia w Akademii Sztuk Pięknych im. Jana Matejki w Krakowie (1956–1962) ukończyła uzyskując dyplom na Wydziale Malarstwa w pracowni profesora Adama Marczyńskiego. W pracowni profesora Konrada Srzednickiego studiowała litografię. W 1968 otrzymała stypendium rządu włoskiego.
W swojej pracy artystycznej zajmowała się malarstwem, grafiką i rysunkiem. Miała ponad trzydzieści wystaw indywidualnych w Polsce, Szwecji i Norwegii. Jej prace były prezentowane na ponad stu wystawach zbiorowych sztuki w Polsce i za granicą.
W stanie wojennym włączyła się w działania Parafialnego Komitetu Pomocy Bliźniemu w Podkowie Leśnej. Uczestnicząc w niezależnym ruchu artystycznym, zainicjowała i współprowadziła Galerię w Czytelni Jana Pawła II przy Kościele św. Krzysztofa w Podkowie Leśnej (1985-1991). W 1988 roku przyczyniła się do reaktywowania Towarzystwa Przyjaciół Miasta Ogrodu Podkowa Leśna i była aktywnym członkiem jego Zarządu. W 1993 roku założyła kwartalnik literacko-artystyczny Podkowiański Magazyn Kulturalny.
Jej prace znalazły się w zbiorach Zachęty – Narodowej Galerii Sztuki, Muzeum Narodowego w Warszawie, Muzeum Narodowego w Krakowie, Muzeum Narodowego we Wrocławiu, Muzeum Narodowego w Poznaniu, Muzeum Narodowego w Szczecinie, Muzeum Sztuki w Łodzi, Muzeum Pomorza Środkowego w Słupsku, Muzeum Okręgowego w Tarnowie, Muzeum w Chorzowie i Muzeum w Bydgoszczy, jak również w zbiorach Biblioteki Narodowej w Warszawie i Ministerstwa Kultury i Dziedzictwa Narodowego. Jej prace trafiły także do Biblioteki Kongresu w Waszyngtonie, Muzeum Sztuki Współczesnej w Skopju i w Stałej Galerii w Stavanger oraz kolekcji prywatnych.

## Odznaczenia i wyróżnienia
- Honorowa odznaka „Zasłużony dla Podkowy” przyznana przez Towarzystwo Przyjaciół Miasta Ogrodu Podkowa Leśna (2002)[9].
- Honorowe wyróżnienie „Mecenas Kultury” przyznane przez Radę Powiatu Grodziskiego (2014)[10][11].
- Honorowa odznaka „Zasłużony dla Kultury Polskiej” nadana przez Ministra Kultury i Dziedzictwa Narodowego (2016)[12].